# The Bride Wore Red
The Bride Wore Red is een Amerikaanse dramafilm uit 1937 onder regie van Dorothy Arzner. Het scenario is gebaseerd op het toneelstuk Az ismeretlen lány (1934) van de Hongaarse auteur Ferenc Molnár. Destijds werd de film in Nederland uitgebracht onder de titel De vrouw in ’t rood.

## Verhaal
Op vakantie in Italië doet de nachtclubzangeres Anni Pavlovitch zich in een deftig hotel voor als een adellijke dame om een rijke man aan de haak te slaan. Hoewel ze wordt geholpen door een postbode en door een oude vriendin die in het hotel werkt als kamermeisje, heeft ze te weinig geld om haar levenswijze lang vol te houden.

## Rolverdeling
| Acteur        | Personage        |
| ------------- | ---------------- |
| Joan Crawford | Anni Pavlovitch  |
| Franchot Tone | Giulio           |
| Robert Young  | Rudi Pal         |
| Billie Burke  | Gravin van Meina |
| Reginald Owen | Admiraal Monti   |
| Lynne Carver  | Maddalena Monti  |
| George Zucco  | Graaf Armalia    |
| Mary Philips  | Maria            |
| Paul Porcasi  | Nobili           |
| Dickie Moore  | Pietro           |
| Frank Puglia  | Alberto          |